# Dragon's Egg
Dragon's Egg (1980) è il primo romanzo di fantascienza scritto dallo statunitense Robert L. Forward. È inedito in italiano.
Tratta l'incontro tra l'umanità ed i Cheela, esseri che vivono sulla superficie di una stella di neutroni. L'incontro è complicato dal fatto che i Cheela, il cui metabolismo si basa su reazioni nucleari anziché sulle più lente reazioni chimiche, vivono circa un milione di volte più velocemente degli esseri umani. Dragon's Egg, che in italiano significa L'uovo del drago, è il nome dato alla stella, dovuto al fatto che si trova nella "coda" della costellazione del Drago.
Dragon's Egg è una tipica opera di fantascienza hard, cioè pesantemente basata su conoscenze scientifiche: sebbene vi siano idee del tutto speculative (in particolare la possibilità di vita su una stella di neutroni e l'esistenza di monopoli magnetici), il romanzo contiene informazioni accurate sulla formazione e la struttura delle stelle di neutroni, sulle forze di marea e sull'effetto fionda gravitazionale. Il romanzo termina con un'appendice tecnica in cui approfondisce le informazioni sui Cheela e sulla stella di neutroni che abitano.
Robert Forward ha scritto un seguito del romanzo, intitolato Starquake.

## Trama
Viene scoperta una stella di neutroni molto vicina al sistema solare, rimasta a lungo inosservata per la sua piccolezza, ed una spedizione scientifica è inviata a studiarla da vicino. All'insaputa degli scienziati, la stella è abitata dai Cheela, esseri intelligenti – ma ancora barbari – dal metabolismo velocissimo, che scambiano l'astronave in orbita sopra di loro per un messaggero divino. Quando vedono che sulla stella è stato eretto un tempio in loro onore, gli umani si rendono conto dei Cheela e riescono ad inviare loro dei messaggi, dopo essersi resi conto che devono accelerarli un milione di volte.
In dodici ore l'astronave trasmette tutto il contenuto della sua enciclopedia, mentre sulla stella di neutroni si susseguono generazioni, si alternano dinastie e governi, si sviluppano la scienza e la cultura: dopodiché i ruoli si invertono e sono i Cheela a trasmettere le loro conoscenze agli umani, che hanno ormai superato, crittando le informazioni perché non possano essere comprese da chi non è maturo per farlo. Quando la memoria dell'astronave è piena, le due specie si salutano e gli umani si preparano a fare ritorno.

## Ambientazione

### I Cheela
I Cheela sono formati da materia degenere simile a quella che copre la superficie del loro mondo e che ha una densità, seppur inferiore a quella media di una stella di neutroni, molto maggiore a quella della materia "normale", paragonabile a quella di una nana bianca. Per questo, pur avendo la stessa massa e complessità di un essere umano, tali creature sono molto più piccole: hanno l'aspetto di frittelle spesse mezzo millimetro e larghe cinque, in assenza di campo magnetico (ma solitamente il fortissimo magnetismo della stella di neutroni li "stira" lungo le linee del suo campo).
I Cheela hanno dodici occhi su tozze antenne, disposti in circolo lungo il perimetro del corpo. Vedono nella fascia dell'ultravioletto breve e dei raggi X lunghi, anche se alcuni di loro, affetti da una malformazione congenita, riescono a vedere anche lunghezze d'onda maggiori, compresa la luce visibile violetta.
Gli abitanti della stella di neutroni non hanno arti fissi, ma possono formarli e riassorbirli a piacere. Il loro corpo è dotato di cavità che servono come tasche. Alla base delle antenne si trovano i loro organi sessuali: fori da cui il liquido seminale viene fatto entrare o uscire, a seconda del sesso.
I Cheela si sono evoluti dalle piante, ed in caso di trauma - in genere quando soffrono ustioni in seguito a una lunga inedia - possono regredire allo stadio vegetale: gli ormoni vegetali hanno il sopravvento su quelli animali, gli organi vengono dissolti per formare la struttura interna della pianta (che dev'essere molto resistente per non cedere nella fortissima gravità della stella di neutroni) e solo il cervello e la pelle rimangono intatti, ma "in letargo". Quando l'organismo si è ripreso, si riformano gli organi interni e la pianta torna ad essere un Cheela, con l'aspetto e la salute di un giovane ma memoria ed esperienza intatte.

#### Società
Il concetto di famiglia è sconosciuto tra i Cheela: l'unità sociale di base è il clan, ed anche quando la società sulla stella di neutroni si evolverà verso un'ampiezza ed una complessità maggiori, la divisione in clan rimarrà integrata in essa più che essere cancellata. Ogni cheela porta sempre con sé, in una cavità corporea, una copia del totem del proprio clan.
Al sostentamento del clan ed in generale alle attività lavorative si dedicano gli adulti di entrambi i sessi (tra i Cheela non esistono differenze sociali basate sul sesso: maschi e femmine svolgono ogni tipo di lavoro e coprono incarichi di responsabilità allo stesso modo). La cura dei giovani – dal momento della deposizione dell'uovo al passaggio all'età adulta – viene svolto collettivamente dagli anziani. Solitamente non si conoscono i genitori del bambino; sono gli anziani a dargli un nome, finché, una volta cresciuto, non si sceglierà il nome da adulto.
I Cheela in genere non sono monogami ed hanno spesso più amanti contemporaneamente, anche se possono formare legami affettivi particolarmente forti con uno di essi. In particolare, gli eserciti sono sempre formati da combattenti di entrambi i sessi, che si difendono dallo stress organizzando orge dopo ogni battaglia.

## Edizioni
- Robert L. Forward, Dragon's Egg, Ballantine Books, 1980,  pp. 345, ISBN 0-345-28646-4.